# Scapaniella massalongoi
Scapaniella massalongoi là một loài rêu tản trong họ Scapaniaceae. Loài này được (K. Müller) H. Buch miêu tả khoa học lần đầu tiên năm 1928.